# Водоспад Такуапі
Водоспад Такуапі (ісп. Salto Tacuapi) — водоспад, що знаходиться у Парагваї на річці Парана. Знаходиться в національному парку Сан-Рафаель.
Водоспад є туристичним об'єктом.
Його висота становить майже 50 метрів. Місцеві жителі кажуть, що він складається з 275 сходинок.[джерело?]